# アンセム (小説)
『アンセム』（原題: Anthem）は、アイン・ランドのディストピア中編小説である（「Anthem」は賛歌を意味する英語）。1937年に執筆され、1938年にイギリスで出版された。特定されない未来の時代を舞台にしている。そこでは人類が再び暗黒時代に入り、技術の進歩が統制され、個人の概念が排除されている。

## あらすじ
この物語の主人公である＜平等七の二五二一号＞（Equality 7-2521）が、地下のトンネルでろうそくの明かりを頼りに、それまでの自分の人生を書いている。彼は自分のことを「我々」と呼び、一人の他人を指す時も「彼ら」と書く。彼は「私」「彼」「彼女」といった単数人称を使わない。
＜平等七の二五二一号＞は、他の子どもたちと同様、生まれてすぐに親から引き離され、集団生活の「館」（ホーム）で育てられた。やがて彼は、自分が他の子どもより学習が速く、質問が多いのは、生まれつき「呪い」をかけられているせいだと理解する。少年時代、「事物の科学」（Science of Things）が得意だった彼は、将来「学識びと」（Scholar）になることを夢見る。しかしすべての人々の生涯の職業を決定する「天職協議会」（Council of Vocations）は、彼に「街清めびと」（Street Sweeper）の職業を割り当てた。彼は「街清めびと」の職に就くことを、自分が犯した罪の償いとして受け入れた。すなわち「学識びと」になることを密かに望んだことで、「何かをより好むという罪」（Transgression of Preference）を犯した償いとして。
＜平等七の二五二一号＞は、＜団結五の三九九二号＞（Union 5-3992）と＜国際四の八八一八号＞（International 4-8818）との3人のチームで働いた。＜国際四の八八一八号＞は、＜平等七の二五二一号＞の唯一の友人だった（ある人間を特別に好むことも、「何かをより好むという罪」だった）。ある日彼らは、割り当てられた清掃場所で、廃トンネルの入口を見つけた。＜国際四の八八一八号＞は、「協議会」の許可がない探索は一切禁止されていると制止したが、＜平等七の二五二一号＞はトンネルに入り、そこに線路が引かれているのを見つけた。＜平等七の二五二一号＞は、このトンネルが、遠い昔の「語られざる時代」（Unmentionable Times）の遺物であることを理解した。以後、＜平等七の二五二一号＞は、「街清めびと」全員が毎晩義務づけられている演劇鑑賞の時間、密かに劇場を抜け出し、秘密のトンネルに篭り科学実験をするようなった。彼は紙を盗み、日記を付け始めた。秘密のトンネルの発見から2年が経ち、彼は21歳になっていた。
「都」（City）の外れの道路を清掃している時、＜平等七の二五二一号＞は、畑で働く17歳の「農耕びと」（Peasant）の女性、＜自由五の三〇〇〇号＞（Liberty 5-3000）と出会う。彼は＜自由五の三〇〇〇号＞のことをいつも考えるようになる。二十歳以上の男が、春の「交接期」（Time of Mating）に1人の女性をあてがわれるのを待たず、特定の女性のことを考えるのは、犯罪だった。褐色の瞳と金色の髪を持つ＜自由五の三〇〇〇号＞を、＜平等七の二五二一号＞は＜金色の人＞（The Golden One）と名付ける。彼は彼女に話し掛け、彼女も彼のことを考えていたことを知る。その後、彼が彼女に付けた名前のことを教えると、彼女も彼を＜征服されざるもの＞（The Unconquered）と名付けていたことがわかる。
科学実験を続ける過程で、＜平等七の二五二一号＞は電気を再発見する。彼はトンネルの廃墟から、銅線が入ったガラスの箱を見つける。電気を通すと、その箱は光を放つ。彼はこの発見を、「学識びと世界協議会」（World Council of Scholars）に報告することを決意する。人類にこれほど貢献する発見を報告すれば、彼の罪の重さを相殺して余りあるだろうし、「街清めびと」から「学識びと」にしてもらえるに違いないと考えたからである。ところがある晩、彼は砂時計を確認し忘れて地下トンネルから劇場に戻るのが遅れ、劇場にいなかったことがばれてしまう。彼は「矯正監禁宮殿」（Palace of Corrective Detention）で鞭打ちの刑に処され、拘禁される。「学識びと世界協議会」が開催される前の夜、彼は容易に「矯正監禁宮殿」を脱出する。それまで脱出を試みた者が一人いなかったため、「矯正監禁宮殿」には一人の警備員も配置されていなかった。翌日、彼は「学識びと世界協議会」に顔を出し、自分の発見を発表する。「街清めびと」の分際で無許可の研究をした＜平等七の二五二一号＞を、「学識びと」たちは口汚く罵り、刑に処されるべきだと言う。彼らは、このような発見は「世界協議会計画」（Plans of the World Council）や「蝋燭局」（Department of Candles）を崩壊させる恐れがあるので、破壊するべきだと主張する。＜平等七の二五二一号＞は発表に使ったガラスの箱をつかみ、「都」から離れた「未知の森」（Uncharted Forest ）に逃げ込む。
＜平等七の二五二一号＞は、仲間を捨てた自分は今や呪われた者だと考えるが、自由を謳歌する。彼を森まで追ってくる者は誰もいない。彼はただ＜自由五の三〇〇〇号＞（「金色の人」）に会いたいと思う。「未知の森」で暮らし始めて2日目、彼を追ってきた＜自由五の三〇〇〇号＞が彼の元に現れる。彼らは森で一緒に暮らす。彼らは互いへの愛を表現しようとするが、個人としての愛を表現する言葉が見つからない。
＜平等七の二五二一号＞と＜自由五の三〇〇〇号＞は、「語られざる時代」に建てられた一軒家を山の中に見つけ、そこで暮らすことにする。その家の書庫にあった数多くの本を読んでいるうちに、＜平等七の二五二一号＞は「私」（I）という単語を発見し、＜自由五の三〇〇〇号＞に教える。個人の概念を再発見した彼らは、本を参考に、自分たちに新しい名前を付ける。＜平等七の二五二一号＞は「プロメテウス」を名乗り、＜自由五の三〇〇〇号＞は「ガイア」を名乗る。「プロメテウス」は人類の歴史を語り、人類が個人性を放棄してしまった経緯を不思議に思う。彼は、自分たちが再び個人性を獲得する未来について語る。

## 執筆および出版の経緯

### 執筆の経緯
ランドはソビエトロシアに住んでいた十代の頃、『アンセム』を演劇作品として着想した。米国に移住後、ランドはこの作品を書くことを忘れていたが、「サタデー・イブニング・ポスト」（The Saturday Evening Post）誌に掲った未来を舞台にした短編小説を読み、有力誌も空想的な小説を掲載するのを知って、『アンセム』を寄稿してみようと思い立った。ランドは『水源』執筆のための取材を一休みしていた1937年の夏に『アンセム』を執筆した。
ランドによる本作品の仮題は『自我』（Ego）だった。レナード・ピーコフ（Leonard Peikoff）は、「（ランドは）この仮題によって、彼女の思想とヒーローたちの中心的な原理、すなわち理性、価値、意志、個人主義を（暗黙のうちに）称揚している」と述べている。ランドはこの仮題はぼんやりとして感情に訴えず、主題を明らかにし過ぎる可能性があると考え、タイトルを『アンセム（賛歌）』に変更した。ピーコフによれば、「ランドの頭の中では、この小説は最初から人間の自我（ego）への頌歌だった。だからこの仮題を『自我』から『頌歌』または『賛歌』に変更し、頌歌が讃える対象は読者に発見してもらうようにすることは、難しくなかった」。
『アンセム』との類似性が指摘されている作品として、ランド同様に共産主義ロシアで暮らした経験のある作家エヴゲーニイ・ザミャーチンの1921年の小説『われら』（We）がある。この2作品の類似点は以下である。
1. 秘密の日記ないし記録の形をとった小説である。
2. 人々が名前ではなく番号で呼ばれる。
3. 子供たちが両親から離され国家に育てられる。
4. 集団の意志のために個人主義が廃棄される。
5. 一人の男が一人の女との関係を通じて個人の概念を発見する。
6. ディストピア的な都市の外に「自由な」場所としての森がある。
7. 主人公が男である。
8. 主人公が地下のトンネルで、人間が自由だった時代への手掛かりを発見する。

この2作品の間には多くの相違もある。たとえば『われら』では科学や技術は衰退しておらず、X線、飛行機、マイクロホンなどが登場する。これに対して『アンセム』では、「大地は平らで太陽はその周囲を回っている」、「瀉血は適切な医療行為である」といったことが人々に信じられている。この2作品の類似性から、ランドはザミャーチンの『われら』から直接影響を受けて『アンセム』のストーリーを考えたのではないかと推測する論者もいた。しかし、ランドがザミャーチンから影響を受けたという証拠はほとんどなく、ザミャーチンの『われら』を読んだという証拠さえほとんどない。また、ランドがロシアでの彼女の生活を論じる中で、この作品に言及したことも一度もない。

### 出版の経緯
当初ランドは『アンセム』を、雜誌向けの読み切りもしくは連載作品として構想していた。しかし彼女の代理人は、この作品を書籍として出版するように彼女に薦めた。ランドはこの作品の原稿を、アメリカのマクミラン出版社（Macmillan Publishers）とイギリスのカッセル（Cassell）社にほぼ同時に持ち込んだ。どちらの出版社も、ランドの前作『われら生きるもの』を出版していた。レナード・ピーコフ（Leonard Peikoff）によれば、「カッセルはすぐ出版を決めた。〔……〕マクミランは『この著者は社会主義を理解していない』と言って出版を拒否した」。もう1社のアメリカの出版社も出版も拒否し、ランドの代理人は本作品を雜誌向け連載小説として売ろうとしたが、買い手が見つからなかった。カッセル社は、本作品を1938年に英国で出版した。
ランドの『水源』がベストセラーになった後、1946年に、ランドの友人のレナード・リード（Leonard Read）とウィリアム・C・マレンドア（William C. Mullendore）が所有するリバタリアニズム指向の零細出版社、パンフラティア社（Pamphleteers, Inc.）が、アメリカで『アンセム』の改訂版を出版した。1938年にカッセルから出版されたオリジナルの英語版は、1966年、当時の米国著作権法で要求されていた出版28年後の更新手続きを著作権者が怠っため、米国における著作権が失効した。1995年には、50周年記念版が出版された。50周年記念版には、カッセル版へのランドの手書きの修正が付録として付けられた。

## 反響

### 批評家の反応
アントニー・バウチャー（Anthony Boucher）とJ.フランシス・マッコマス（J. Francis McComas）による1953年のアメリカ版に対する一般読者向けレビューは、好意的なものではなかった。彼らは「ランドは悪意ある陰謀のせいでこの作品のアメリカ版の出版が今まで遅れたとほのめかしているが、その陰謀がついに破られたことは嘆かわしいばかりである」と皮肉った。

### 受賞およびノミネート
リバタリアン・フューチャリスト・ソサイエティ（The Libertarian Futurist Society）は、1987年に『アンセム』に殿堂賞を贈った。2014年、『アンセム』はヒューゴー賞の中長編小説部門にノミネートされた。

## 遺産

### 翻案
『アンセム』が米国で出版されると、ランドはこの作品を映画、オペラ、バレエ劇など他のメディアに翻案させる可能性を探り始め、それぞれの関係者と話し合いも持ったが、いずれのプロジェクトも実現しなかった。1950年、キリスト教リバタリアン団体の「スピリチュアル・モビライゼーション」（Spiritual Mobilization）が制作する週1回のラジオ番組「ザ・フリーダム・ストーリー」（The Freedom Story）で、ラジオドラマ化された『アンセム』が放送された。
2011年、チャールズ・サンティノ（Charles Santino）によりグラフィックノベル化された『アンセム』が出版された。作画はジョー・スタトン（Joe Staton）が担当した。
2013年、アイン・ランド協会(Ayn Rand Institute)のアイン・ランド・アーカイブ（Ayn Rand Archives）部門マネージャーのジェフ・ブリッティング（Jeff Britting）により、『アンセム』が舞台劇化された。デンバーで初演され、2013年9月にジェローム・ロビンズ・シアターでオフ・ブロードウェイ上演された。「ニューヨーク・タイムズ」（The New York Times）のレビューでは、「個人主義を称揚する作品にしては、観客を信用していない。興味深い部分も所々あるのだが、一瞬たりとも誤解を避けるかのごとく、頻繁に説明が入る」と評された。
2014年5月には、『アンセム』を元にしたパロディー・ロック・ミュージカルの初演が、2014年5月にリン・レッドグレイヴ・シアターでオフ・ブロードウェイ上演された。このロック・ミュージカルには元ヴィレッジ・ピープルのランディ・ジョーンズ（Randy Jones）、ジェイソン・ゴタイ（Jason Gotay）、ジェナ・リー・グリーン（Jenna Leigh Green）、レイミー・ザケン（Remy Zaken）、アシュレー・ケイト・アダムス（Ashley Kate Adams）などが出演した。「ニューヨーク・タイムズ」（The New York Times）のレビューでは、主役たちの演技は批判されたが、このパロディー・ロック・ミュージカル化は「活気に溢れて」（exuberant）いて、単なる舞台化よりも良いと評された。

### 影響
『アンセム』は、フルアルバムを含む多くの音楽作品の着想の元になってきた。 テノール歌手のエンゾ・ストゥアルティ（Enzo Stuarti）の2枚組レコード「Stuarti Arrives at Carnegie Hall」に収録された「プレリュード」（Prelude）という歌は、『アンセム』の次の一節から始まる。

"I know not if this earth on which I stand is the core of the universe or if it is but a speck of dust lost in eternity. "

（わたしが立っているこの大地が、宇宙の中核なのか、もしくは永遠の中に埋没した小さなしみのような塵芥なのか、わたしにはわからない。）

この歌を締めくくる次の節も、『アンセム』の引用である。

"I guard my treasures: my thought, my will, my land, and my freedom. And the greatest of these is freedom."

（わたしは、わたしの宝物であるわたしの思想や、わたしの意志や、私の自由を守る。これらの宝物の中で最高のものは、自由である。）

エンゾ・ストゥアルティによれば、「プレリュード」はパット・ブーン（Pat Boone）が作曲し、ストゥアルティの友人のフランク・ラブジョイ（Frank Lovejoy）からの示唆に触発され作詞された。1964年5月5日付けのランド宛のメモにこの無認可の翻案に関する言及があるが、ランドが法的措置を講じたことを示す記録はない。
作家ロバート・シルヴァーバーグ（Robert Silverberg）の1971年の小説『禁じられた惑星』（A Time of Changes）も、一人称が禁じられた世界で主人公がこの禁止に挑む物語である。2009年に再版されたこの小説の序文で、シルヴァーバーグは、1953年に『アンセム』を読んでいたが、『禁じられた惑星』を執筆した時にはそのことをすっかり忘れていたと書いている。彼は、『アンセム』のストーリーを再読して『禁じられた惑星』との類似性に驚いたが、この2作品は非常に異なっていると述べている。
ハードロック/プログレッシブ・ロックバンドのラッシュの「西暦2112年」（2112）という曲は、筋書き、構成、主題が『アンセム』と相似しており、作者のニール・パート（Neil Peart）は『アンセム』の影響を認めている。パートによれば、彼は『アンセム』を読んだことはあったが、この曲を書く時に『アンセム』のストーリーを意識していたわけではなかった。しかしこの曲と『アンセム』の類似性を指摘されると、何らかの無意識の影響があったに違いないと理解し、ライナーノーツのクレジットに「アイン・ランドの非凡な才能」（"the genius of Ayn Rand"）を加えた。ラッシュのアルバム「フライ・バイ・ナイト」（Fly By Night）には「アンセム」（Anthem）という曲が収録されている。ラッシュのカナダにおけるレコード・レーベルは「アンセム・レコード」（Anthem Records）である。	
レビューアーのジェームズ・バウルズ（James Bowls）は、アーシュラ・K・ル＝グウィン（Ursula K. Le Guin]）の短編小説 『アカシヤの種子に残された文章の書き手』（The Author of the Acacia Seeds）と『アンセム』の類似性を指摘している。『アンセム』では、冒頭シーンで主人公がトンネルの中で一人で座り、自分が生まれた集産主義的な社会に抵抗する気持ちを書き記す。『アカシヤの種子に残された文章の書き手』では、読み書きができる個人主義者のアリが、使われなくなったトンネルに同じように一人で座り、アリ塚社会に対する反乱の声明文をアカシアの種に書く。バウルズは、「ル＝グウィンのリバタリアニズムはランドとは非常に異なっているが、この類似性は注目に値する」と述べている。

## 日本語訳
- 藤森かよこ訳　http://www.aynrand2001japan.com/anthem.html　2003年　藤森かよこの日本アイン・ランド研究会
- 佐々木一郎訳　Evolving　2019年　ISBN 978-4908148187